# Gemeentecode (Zweden)
De gemeentecode (Zweeds: kommunkod) is een code waarmee de gemeenten in Zweden genummerd zijn. Hij bestaat uit 4 cijfers: de eerste twee duiden de provincie (het län) aan waar de gemeente deel van uitmaakt, de andere twee bevatten het unieke nummer van de gemeente in die provincie.